# یادگیری اجتماعی در جانوران

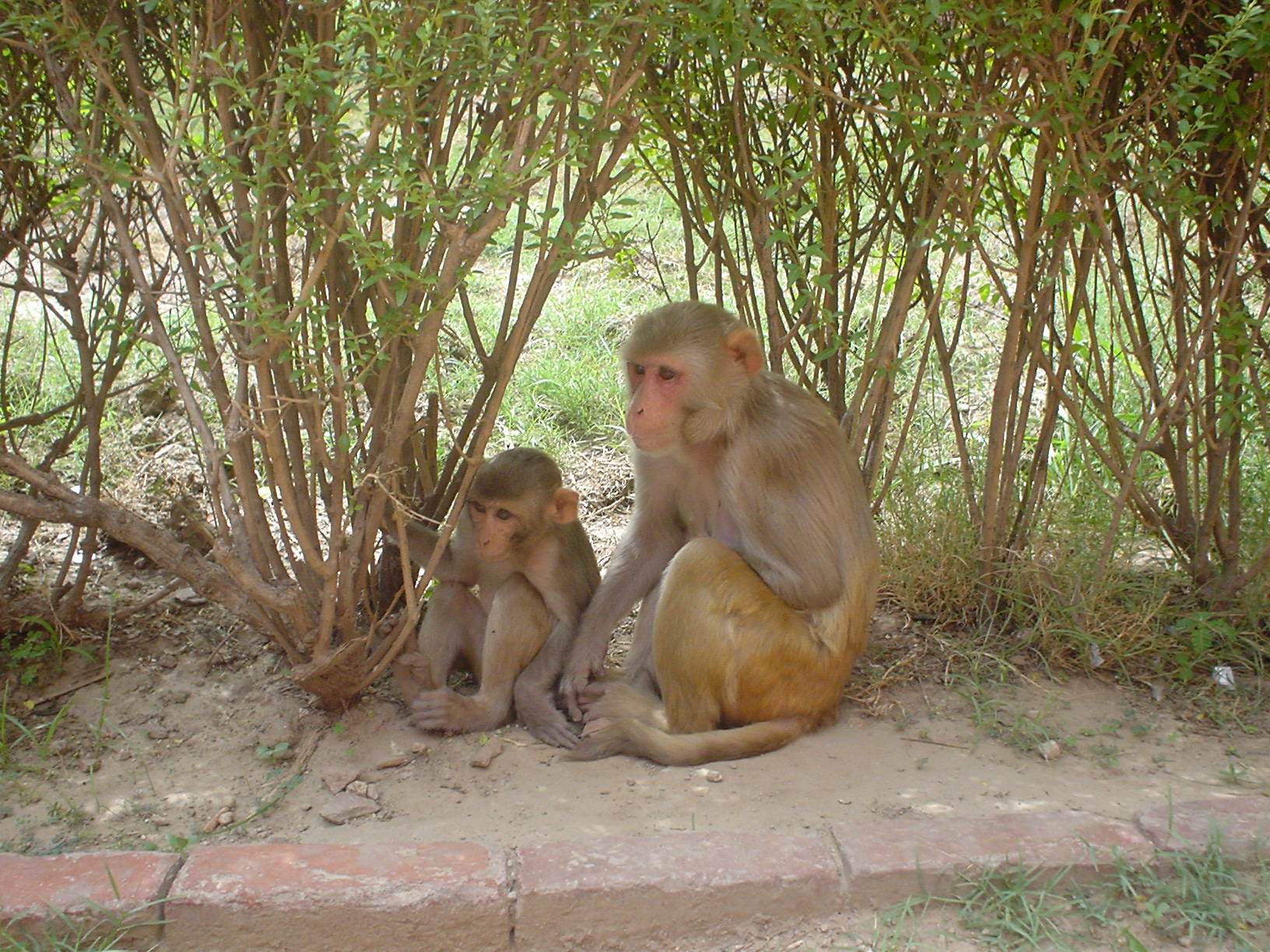
یک ماکاک رزوس ماده بالغ و یک جوان

یادگیری اجتماعی (به انگلیسی: Social learning)، به نوعی یادگیری گفته می‌شود که با دیدن یا اندرکنش با جانور دیگر یا محصولات آن فراهم می‌شود. یادگیری اجتماعی در انواع گونههای جانوری دیده شده‌است، مانند حشرات، ماهیان، پرندگان، خزندگان، دوزیستان و پستانداران (از جمله نخستی‌ها).

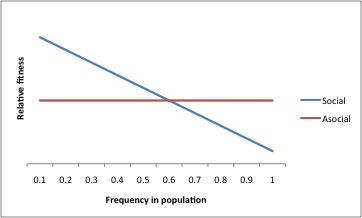
در حالی که برازش فراگیران غیراجتماعی بدون توجه به فراوانی نسبتاً بدون تغییر باقی می‌ماند، آمادگی یادگیرندگان اجتماعی زمانی بالاتر است که در جمعیت نسبتاً نادر باشند. آمادگی فراگیران اجتماعی با افزایش فراوانی آنها کاهش می‌یابد.

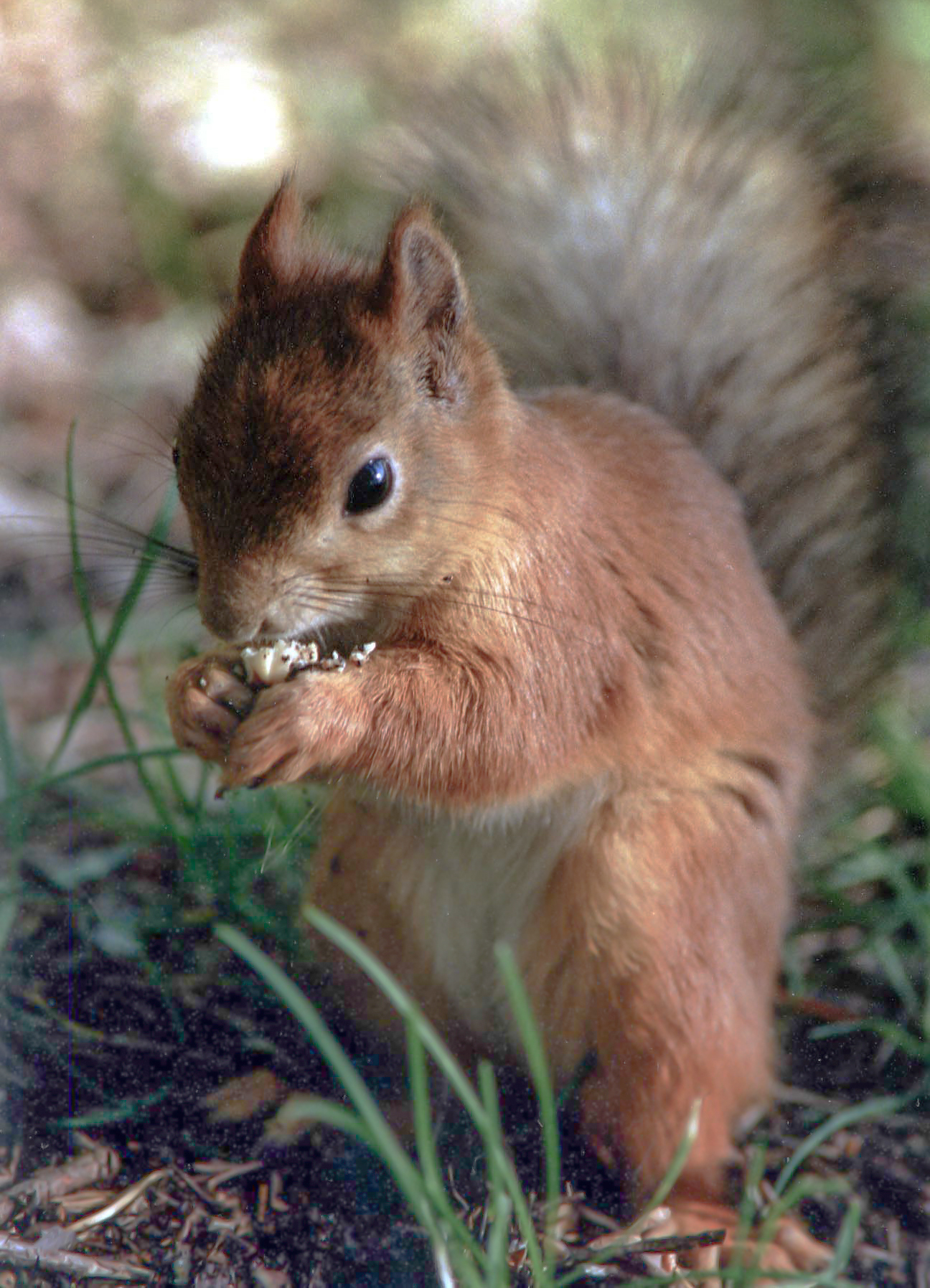
سنجاب‌های قرمز پس از تماشای یک فرد با تجربه در باز کردن آجیل موفق‌تر هستند.

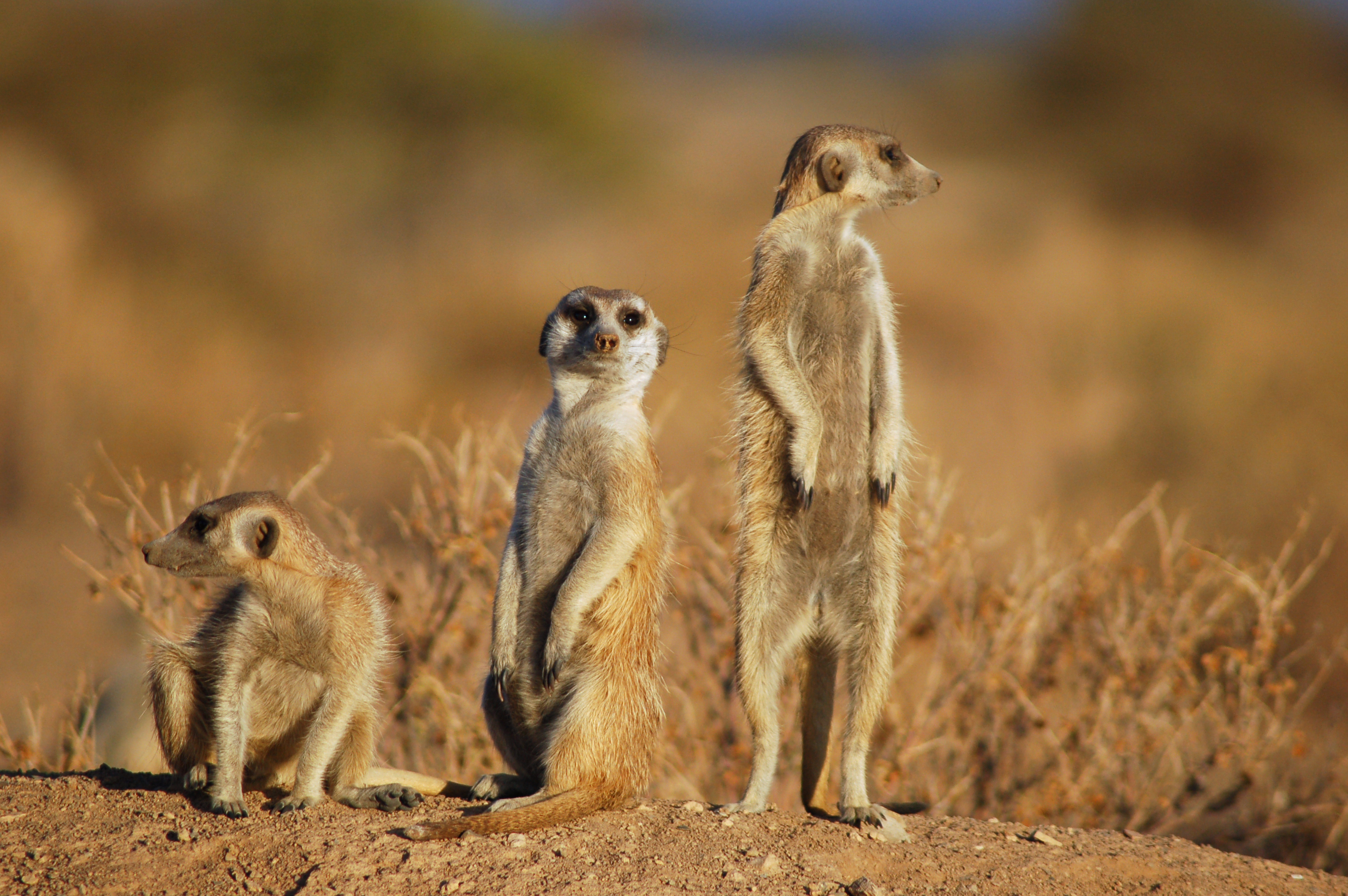
میرکت‌های بالغ در جستجوی طعمه هستند.